# John Sevier
John Sevier (født 23. september 1745, død 24. september 1815) var en amerikansk soldat, nybygger og politiker og medgrundlægger af staten Tennessee. Han spillede en fremtrædende rolle, både militært og politisk, i perioden op til anerkendelsen af Tennessee som stat, og han blev valgt som statens første guvernør i 1796. Sevier fungerede som oberst i slaget ved Kings Mountain i 1780, og han var kommandant i militsen ved grænsen for koloniseringen i talrige kampe mod cherokee-folket i 1780'erne og 1790'erne.
Sevier kom til koloniseringsgrænsen i Tennesseedalen i 1770'erne, og i 1776 blev han valgt som en af fem dommere i Watauga-sammenslutningen og hjalp med forsvaret af Fort Watauga under et cherokee-overfald. Ved udbruddet af den amerikanske uafhængighedskrig blev han valgt til komiteen for sikkerhed i Watauga-sammenslutningens efterfølger, Washington District. Efter slaget ved Kings Mountain anførte han en kampagne, der ødelagde adskillige chickamauga-byer i det nordlige Georgia. I 1780'erne beklædte Sevier posten som den første og eneste guvernør for State of Franklin, et tidligt, fejlslagent forsøg på at oprette en stat for nybyggerne på vestsiden af Appalacherne. Han var brigadegeneral for militæret i Sydvestterritoriet i begyndelsen af 1790'erne.
Sevier sad i seks toårsperioder som Tennessees guvernør (1796-1801 og 1803-1809), hvor en forfatningsbegrænsning forhindrede en fjerde periode i begge tilfælde. Hans politiske karriere blev præget af en gradvis øget rivaliseren med den opkommende politiker Andrew Jackson; dette kulminerede næsten med en duel mellem de to i 1803. Efter sin sidste periode som guvernør blev Sevier i tre omgange valgt til medlem af Repræsentanternes Hus, hvor han sad fra 1811 til sin død i 1815.
1. ↑  Navnet er anført på engelsk og stammer fra Wikidata hvor navnet endnu ikke findes på dansk.
2. ↑  Navnet er anført på engelsk og stammer fra Wikidata hvor navnet endnu ikke findes på dansk.